# Eritroteri
L'eritroteri (Erythrotherium parringtoni) és una espècie extinta de mamífer basal que visqué durant el Juràssic inferior. Era un parent de Morganucodon. És l'única espècie del gènere Erythrotherium, conegut a partir de les formacions d'Elliot i Clarens, a Lesotho i Sud-àfrica.